# Alisa Klejbanovová
Alisa Michajlovna Klejbanovová (rusky: Алиса Михайловна Клейбанова, * 15. července 1989 Moskva) je bývalá ruská profesionální tenistka. Ve svém kariéře získala na okruhu WTA dva turnaje ve dvouhře a pět ve čtyřhře. Na žebříčku WTA byla ve dvouhře nejvýše klasifikována v únoru 2011 na 20. místě a ve čtyřhře pak v únoru 2010 na 10. místě.
Z French Open 2011 se odhlásila pro nemoc. Nahradila ji krajanka Anastasija Pivovarovová jako šťastná poražená kvalifikantka. 14. července 2011 jí pak byl diagnostikován Hodgkinův lymfom ve druhém stadiu. Následně zahájila léčbu v Itálii.

## Sportovní kariéra
Na žebříčku WTA pro dvouhru byla nejvýše postavená v únoru 2011 na 20. místě.
Svou profesionální dráhu zahájila již ve čtrnácti letech v roce 2003 a svůj vůbec první turnaj ITF ve španělské Molleruse, na který postoupila z kvalifikace, vyhrála.
Je juniorskou vítězkou Wimbledonu 2003 ve čtyřhře spolu se Saniou Mirzaovou. Stejný titul si zopakovala o tři roky později s ruskou partnerkou Anastazií Pavljučenkovovou. V roce 2005 vyhrála juniorku na US Open ve čtyřhře spolu s Češkou Nikolou Frankovou.
Mnozí odborníci přirovnávají její herní styl k modernímu typu hry Lindsay Davenportové.

## Finálové účasti na turnajích WTA
| Legenda                               |
| ------------------------------------- |
| D – dvouhra; Č – čtyřhra              |
| Grand Slam                            |
| Tournament of Champions (0–1 D)       |
| Premier Mandatory & Premier 5 (1–0 Č) |
| Premier                               |
| International (2–0 D; 4–1 D)          |

### Dvouhra: 3 (2–1)
| Stav       | Č. | Datum             | Turnaj                 | Povrch    | Soupeřka ve finále | Výsledek      |
| ---------- | -- | ----------------- | ---------------------- | --------- | ------------------ | ------------- |
| Vítězka    | 1. | 28. února 2010    | Kuala Lumpur, Malajsie | tvrdý     | Jelena Dementěvová | 6–3, 6–2      |
| Vítězka    | 2. | 26. září 2010     | Soul, Jižní Korea      | tvrdý     | Klára Zakopalová   | 6–1, 6–3      |
| Finalistka | 1. | 7. listopadu 2010 | Bali, Indonésie        | tvrdý (h) | Ana Ivanovićová    | 2–6, 6–7(5–7) |

### Čtyřhra: 6 (5–1)
| Stav       | Č. | Datum             | Turnaj               | Povrch | Spoluhráčka                | Soupeřky ve finále                           | Výsledek         |
| ---------- | -- | ----------------- | -------------------- | ------ | -------------------------- | -------------------------------------------- | ---------------- |
| Finalistka | 1. | 4. května 2008    | Fès, Maroko          | antuka | Jekatěrina Makarovová      | Sorana Cîrsteaová Anastasija Pavljučenkovová | 2–6, 2–6         |
| Vítězka    | 1. | 2. května 2009    | Fès, Maroko          | antuka | Jekatěrina Makarovová      | Sorana Cîrsteaová Maria Kirilenková          | 6–3, 2–6, [10–8] |
| Vítězka    | 2. | 12. července 2009 | Budapešť, Maďarsko   | antuka | Monica Niculescuová        | Aljona Bondarenková Kateryna Bondarenková    | 6–4, 7–6(7–5)    |
| Vítězka    | 3. | 3. října 2009     | Tokio, Japonsko      | tvrdý  | Francesca Schiavoneová     | Daniela Hantuchová Ai Sugijamová             | 6–4, 6–2         |
| Vítězka    | 4. | 8. ledna 2011     | Brisbane, Austrálie  | tvrdý  | Anastasija Pavljučenkovová | Klaudia Jansová Alicja Rosolská              | 6–3, 7–5         |
| Vítězka    | 5. | 30. dubna 2011    | Estoril, Portugalsko | antuka | Galina Voskobojevová       | Eleni Daniilidou Michaëlla Krajiceková       | 6–4, 6–2         |

## Fed Cup
Alisa Klejbanovová se zúčastnila 2 zápasů týmového Fed Cupu za tým Ruska s bilancí 2–1 ve dvouhře a 1–0 ve čtyřhře.

## Postavení na žebříčku WTA na konci sezóny

### Dvouhra
| Rok    | 2003 | 2004   | 2005   | 2006   | 2007   | 2008  | 2009  |
| Pořadí | 623. | ▲ 364. | ▲ 244. | ▼ 262. | ▲ 150. | ▲ 33. | ▲ 29. |

### Čtyřhra
| Rok    | 2004 | 2005   | 2006   | 2007   | 2008  | 2009  |
| Pořadí | 365. | ▼ 580. | ▲ 168. | ▲ 116. | ▲ 83. | ▲ 14. |